# Округ Сасекс (Вирџинија)
Сасекс (енгл. Sussex County) је округ у америчкој савезној држави Вирџинија.

## Демографија
По попису из 2010. године број становника је 12.087, што је 417 (-3,3%) становника мање него 2000. године.
| Група             | 2000.         | 2010.         |
| Белци             | 4.537 (36,3%) | 4.663 (38,6%) |
| Афроамериканци    | 7.769 (62,1%) | 7.023 (58,1%) |
| Азијати           | 15 (0,1%)     | 48 (0,4%)     |
| Хиспаноамериканци | 102 (0,8%)    | 268 (2,2%)    |
| Укупно            | 12.504        | 12.087        |